# Vaughn Stein
Pour les articles homonymes, voir Stein.
Vaughn Stein est un réalisateur et scénariste américain.

## Filmographie partielle

### Au cinéma

#### Comme réalisateur
- 2015 : Yussef Is Complicated (court métrage, aussi producteur)
- 2018 : 84303 (court métrage)
- 2018 : Terminal
- 2020 : Bloodline (Inheritance)
- 2020 : Every Breath You Take

#### Comme scénariste
- 2015 : Yussef Is Complicated (court métrage)
- 2018 : Terminal

#### Comme acteur
- 2006 : Dark Night : Tristan

#### Effets spéciaux
- 2007 : Stardust, le mystère de l'étoile

## Récompenses et distinctions
- (en) Vaughn Stein: Awards, sur l'Internet Movie Database